# Алікс Добкін
Алікс Сесіл Добкін (16 серпня 1940 , Нью-Йорк, Нью-Йорк  — 19 травня 2021 , Вудсток, Нью-Йорк ) — американська фолк-співачка, авторка пісень, мемуаристка та лесбійська феміністка. 1979 року стала першою американською лесбійсько-феміністичною музиканткою, яка здійснила європейський концертний тур.

## Дитячі та юнацькі роки
Народилася в Нью-Йорку в єврейській комуністичній родині, отримала ім'я на честь свого дядька Алікса, що загинув, борючись проти фашистів під час громадянської війни в Іспанії. Виросла у Філадельфії та Канзас-Сіті. Закінчила середню школу Джермантаун 1958 року та Школу мистецтв Тайлера зі ступенем бакалавра образотворчих мистецтв 1962 року.

## Кар'єра
Почала кар'єру, виступаючи на сцені кав'ярні Greenwich Village 1962 року. Грала з такими знаменитостями, як Боб Ділан та Баффі Сент-Марі.
Починаючи з 1973 року, вона випустила кілька альбомів, а також збірник пісень і гастролювала по США, Канаді, Англії, Шотландії, Ірландії, Австралії та Нової Зеландії, пропагуючи лесбійську культуру та спільноту через жіночу музику.
Мала невелику та віддану аудиторію, журнал Spin називав її «легендою жіночої музики», The Village Voice «змістовною», New Age Journal «їдкою… винахідливою… творчою», «безкомпромісною» у New York Times Magazine та «порушницею спокою» ФБР. Здобула неочікувану популярність у 1980-х роках, коли коміки, такі як Девід Леттерман і Говард Стерн, відшукали її альбом Lavender Jane Loves Women і почали грати в ефірі фрази з пісні «View From Gay Head». До 21-го століття Добкін припинила писати та записувати новий матеріал, але продовжувала гастролювати до самої смерті, заявивши, що «втратила інтерес» і що написання її мемуарів «висмоктало всю творчість».
1977 року стала співробітницею американської некомерційної видавничої організації Жіночий інститут свободи преси (WIFP). Була членкинею керівного комітету OLOC (Організація літніх лесбійок за зміни).
Її мемуари 2009 року, My Red Blood, були опубліковані Alyson Books.

## Активізм
Поширювала інформацію та підвищувала обізнаність щодо значення жіночих просторів та захисту для лесбійок. Була гучною критикинею включення транс-жінок у місця лише для жінок. В одному листі до Національного центру прав лесбійок вона стверджувала: «Понад двадцять років чоловіки оголошували себе „жінками“, маніпулювали своїм тілом, а потім вимагали феміністичного схвалення від тих, хто пережив дівоцтво…. [Мої тексти] не є „пригноблюючими“, а стосуються тих із нас, хто має дівочу юність та клітор, і більше нікого». Її критика постмодернізму, садомазохізму, руху за права трансгендерів та інших рухів з'явилася в кількох її колонках, таких як «Кров менестреля». Її стаття «Нова стать імператора» з'явилася у феміністичному журналі за нашими спинами 2000 року.

## Особисте життя
1965 року одружилася з Семом Гудом, який керував кафе Gaslight у Гринвіч-Вілледж. Вони переїхали до Маямі та відкрили фолк-клуб The Gaslight South, але повернулися до Нью-Йорка 1968 року. Через два роки у них народилася дочка Адріана, а наступного року шлюб розпався. Через кілька місяців Добкін зробила камінг-аут як лесбійка, що на той час було рідкістю для публічної особистості. Вона познайомилася з партнеркою Лізою Коуен під час виступу на радіошоу в Нью-Йорку. Згодом цю зустріч назвали «коханням з першого погляду», пара стала жити разом 1971 року, проживаючи з дочкою Добкін Адріаною.
29 квітня 2021 року перенесла внутрішньочерепну аневризму, після чого була госпіталізована до Вестчестерського медичного центру. Її відключили від апарату життєзабезпечення 11 травня та виписали 17 травня. Вона померла вдома в оточенні родини в середу, 19 травня 2021 року. Причиною смерті назвали аневризму головного мозку та інсульт. На момент смерті Добкін жила у Вудстоку, Нью-Йорк. У неї залишилися дочка Адріан, брат і сестра, троє онуків та онучок, племінниці та племінники. Влітку 2021 року за нею відслужили панахиду.

## Дискографія

### Альбоми
- Lavender Jane Loves Women (1973)
- Living with Lesbians (1975)
- Xx Alix (1980)
- These Women (1986)
- Yahoo Australia! Live from Sydney (1990)
- Love & Politics (збірка, 1992)
- Living with Lavender Jane (CD перевидання перших двох альбомів, 1998)

## Опубліковані праці
- (Not Just A Songbook) (1978)
- Alix Dobkin's Adventures in Women's Music (1979)[25]
- My Red Blood: A Memoir of Growing Up Communist, Coming Onto the Greenwich Village Folk Scene, and Coming Out in the Feminist Movement (2009)[26]